# Chi Cúc áo
Chi Cúc áo hay còn gọi chi nút áo (danh pháp khoa học: Spilanthes) là một chi thực vật có hoa trong họ Cúc (Asteraceae).

## Loài
Chi Spilanthes gồm các loài: